# Симон I (граф Саарбрюккена)
Симон I (нем. Simon I. von Saarbrücken; ум. после 1183) — граф Саарбрюккена с 1135 года.
Упоминается в исторических документах 1139—1183 годов. Сын графа Фридриха и его жены Гизелы Лотарингской, дочери Тьерри II. После смерти отца наследовал его владения (младший брат, Адальберт, в 1138 году стал архиепископом Майнца).
В 1139 году вместе с матерью основал аббатство Вадгассен.

## Семья
Симон I был женат на Мехтильде, которую некоторые историки считают дочерью графа Мейнхарда фон Шпонгейм. Дети:
- Симон II, граф Саарбрюккена
- Генрих I (ум. 1228), граф Цвейбрюккена
- Фридрих (ум. до 1187)
- Готфрид, канонник в Майнце
- Адальберт (ум. после 1210), архидиакон в Майнце
- Ютта (ум. до 1223), замужем за Фольмаром, графом фон Блискастель
- София (ум. после 1215), замужем за Генрихом III, герцогом Лимбурга
- Агнесса (ум. до 1180), замужем за Гюнтером III фон Шварцбург.